# Francesco De Nittis
Francesco De Nittis (ur. 3 lipca 1933 w Vieste, zm. 10 marca 2014 tamże) – włoski duchowny katolicki, arcybiskup, emerytowany nuncjusz apostolski.

## Życiorys
15 lipca 1956 otrzymał święcenia kapłańskie i został inkardynowany do diecezji Vieste. W 1959 rozpoczął przygotowanie do służby dyplomatycznej na Papieskiej Akademii Kościelnej.
7 marca 1981 został mianowany przez Jana Pawła II nuncjuszem apostolskim w Papui-Nowej Gwinei i na Wyspach Salomona oraz arcybiskupem tytularnym Tunes. Sakry biskupiej 2 maja 1981 udzielił mu ówczesny Sekretarz Stanu - kard. Agostino Casaroli.
Następnie reprezentował Stolicę Świętą w Salwadorze (1985-1990) oraz jednocześnie w Hondurasie (1986-1990). 25 czerwca 1990 został przeniesiony do nuncjatury w Urugwaju. 11 listopada 1999 przeszedł na emeryturę.